# Quiebras de la Monarquía Hispánica
Quiebras de la Monarquía Hispánica es el término con el que la historiografía se refiere a las quiebras de la Hacienda de la Monarquía Hispánica durante los siglos XVI y XVIII.
El historial de la deuda pública de España es de varios incumplimientos de pago en su historia. En la Edad Moderna, la Monarquía Hispánica estableció un récord de repudios de la deuda pública que todavía permanece en la actualidad. Entre los siglos XVI y XVIII se declararon siete bancarrotas, mientras que en el siglo XIX se sumaron siete más, que se distinguieron de las anteriores porque no fueron quiebras completas, sino repudios parciales..
Históricamente, las naciones más ricas han sido las que han podido declarar más bancarrotas ya que sus grandes riquezas eran una garantía para los prestamistas internacionales de que tendrían, a largo plazo, más ingresos para devolver la deuda. De esta manera, entre 1550 y 1800 Francia incurrió en ocho suspensiones de pagos y España, en siete.
El número total de periodos definidos en un estudio como "default" históricos de distintos países es de 14 para España, 11 para Venezuela y Ecuador, 10 para Brasil, 9 para Francia o México (entre otros), 8 para Alemania, Argentina y El Salvador, 7 para Colombia, Uruguay y Portugal, 6 para el Imperio Austro-Húngaro, Estados Unidos o Rusia (entre otros) y 5 para Nigeria..
Para la Monarquía Hispánica, las quiebras suelen designarse por reinados:
- Quiebras de Felipe II
- Quiebras de Felipe III
- Quiebras de Felipe IV
- Quiebras de Carlos II

La reordenación monetaria del reinado de Carlos II consiguió reequilibrar el sistema financiero. La nueva coyuntura económica positiva durante el siglo XVIII, bajo la dinastía Borbón (véase Ilustración política en España), no presenció nuevas suspensiones de pagos generalizadas. La crisis del Antiguo Régimen que dio paso a la Edad Contemporánea en España sí produjo problemas financieros insalvables, que el nuevo Estado Liberal se vería obligado a enfrentar con un recurso revolucionario: la Desamortización.